# Revision Control System
Revision Control System（RCS）は、初期のバージョン管理システムの1つ。プログラムや文書などの頻繁に改版されるテキストの管理に使われる。能率や機能は限定されるが、バイナリファイルのバージョンも管理できる。バージョンの記録にはdiffユーティリティを利用している。
RCS は、Walter F. Tichy が 1980年代にパデュー大学に在籍していたころ開発した。早くとも2011年10月まではパデュー大学で保守されていた。2013年5月現在、GNUプロジェクトの一部となっている。
バージョン管理はファイル単位で行い、プロジェクト全体を管理するといった概念はなく、複数のユーザーが同時に作業することも想定していない。このため、CVSなどのプロジェクトをサポートできるソフトウェアに取って代わられた。しかし1人で使う場合、例えばサーバの構成ファイルや自動化スクリプトなどを管理する用途には充分な機能を持ち、デーモンなどが不要で軽量・単純という利点もあることから、現在もRCSが使われる場面がある。CVS は本来、RCS を利用して構築されていた。
ウィキエンジンの中には、ページのリビジョンを格納するために RCS を使っているものもある（TWikiなど）。